# 8.8 cm SK L/45
8.8 cm L/45 (на немски: 8,8 cm Schnelladekanone Kaliberlänge 45 – 8,8-см скорострелно оръдие с дължина 45 калибра) е германско корабно оръдие с калибър 88 mm. Състои на въоръжение в Германия. С различни варианти на това оръдия са въоръжени дредноути, разрушители и подводни лодки, а също са превъоръжени миноносците от типовете V-1, G-7, S-13 на кайзеровия флот.
Оръдието представлява усъвършенстван вариант на 8.8 cm SK L/35. Модификацията 8.8 cm FlaK L/45 се използва в качеството на зенитно огнево средство на корабната противовъздушна отбрана, например на леките крайцери, такива като „Емден“ и някои от типа „К“ (до замяната му с 8.8 cm SK C/32), а също така на ескадрените броненосци от типа „Дойчланд“ („SMS Schlesien“ и „SMS Schleswig-Holstein“). През 1930-те години практически всички имащи се в наличност модификации на 8.8 cm SK L/45 и 8.8 cm FlaK L/45 са модернизирани за използване на 88-мм изстрелите на влязлото на въоръжение оръдие 8.8 cm SK C/30, след което те имат еднакви с него балистически характеристики. Към края на 1930-те години много от оръдията на дадения тип на военните кораби на Германия са заменени с по-съвременните 8.8 cm SK C/30 и 8.8 cm SK C/35, въпреки това, в кригсмарине, след началото на Втората световна война, оставащите на съхранение различни варианти на дадените артилерийски установки (АУ) се използват като въоръжение на някои мобилизирани цивилни съдове.

## Модификации
88-мм АУ отначало има една модификация (8.8 cm SK L/45), по-късно на въоръжение са приети още 2 модификации, монтирани на съответстващите им лафети:
- 8.8 cm SK L/45 – първоначално поставяно на лафета MPL C/06 (от на немски: Mittelpivotlafette Construktionsjahr 1906 – шарнирен лафет образец 1906 г.)[3], по-късно на лафета MPL C/13 (шарнирен лафет образец 1913 г.) и неговата модификация MPL C/13 apt. (от на немски: aptiert – адаптиран)[4];
- 8.8 cm FlaK L/45 (от на немски: 8.8 cm Flugabwehrkanone L/45 – 8.8-см зенитно оръдие с дължина 45 калибра) – поставяно на лафета MPL C/13 и MPL C/13 apt.[4];
- 8.8 cm TbtsK L/45 (от на немски: 8.8 cm Torpedobootskanone L/45 – 8.8-см миноносно оръдие с дължина 45 калибра) – поставяно на лафета TbtsL C/13 (от на немски: Torpedobootslafette C/13 – миноносен лафет образец 1913 г.).

Лафетите MPL C/06 и MPL C/13 са окомплектовани с щитови прикрития, при това щитовото прикритие на MPL C/13 се отличава от MPL C/06 със своята полусферична форма.
Модификациите 8.8 cm SK L/45 и 8,8 cm FlaK L/45, доработени за използването на изстрели на 8.8 cm SK C/30, имат обозначението (nR), добавящо се към обозначението на оръдието, например: 8.8 cm FlaK L/45 (nR) – (от на немски: nachgebohrte Rohre: разточен ствол). Модификацията 8.8 cm TbtsK L/45 не е доработвана – на нея се използват 88-мм изстрели от стария образец.
Ъгли на вертикално насочване на ствола на АУ за съответстващите лафети:
- MPL C/06: −10°…+25°[3];
- MPL C/13: −10°…+70°;
- TbtsL C/13: −10°…+25°.

## Галерия
- 8.8 cm SK L/45 на бреговата артилерия на лафет MPL C/06 (бившата немска брегова батарея „Ейлау“ (на немски: Eylau) в Остенде; 19 октомври 1919 г.).
- 8.8 cm TbtsK L/45 на лафет TbtsL C/13 (на немския миноносец V-43 от типа V-25; 1915 – 1918 г.).
- Носовата 8.8 cm FlaK L/45 на лафет MPL C/13 (на немския минен заградител Hansestadt Danzig („Ханзещадт Данциг“) – бивш пътнически кораб на корабоплавателната компания NDL, мобилизиран в състава на Кригсмарине в началото на Втората световна война; 1939 г.).

## Коментари
1. ↑  Съгласно номенклатурата на артилерията на флота на Германската империя „SK“ (Schnelladekanone) означава „скорострелно оръдие“, а L/45 означава сравнителната дължина на оръдието в калибри. В дадения случай L/45 означава, че дължината на оръдието съставлява 45 негови калибра (88 × 45).
2. ↑  Префиксът „SMS“ е от на немски: Seiner Majestat Schiff (Кораб на Негово Величество).